# Stor-Lövhöjdtjärnen
Stor-Lövhöjdtjärnen är en sjö i Krokoms kommun i Jämtland och ingår i Indalsälvens huvudavrinningsområde. Sjön har en area på 0,308 kvadratkilometer och ligger 360,5 meter över havet.

## Delavrinningsområde
Stor-Lövhöjdtjärnen ingår i det delavrinningsområde (708171-142927) som SMHI kallar för Inloppet i Lill-Häggsjön. Medelhöjden är 399 meter över havet och ytan är 5,2 kvadratkilometer. Räknas de 11 avrinningsområdena uppströms in blir den ackumulerade arean 150,35 kvadratkilometer. Skärvångsån (Djupvattsån) som avvattnar avrinningsområdet har biflödesordning 3, vilket innebär att vattnet flödar genom totalt 3 vattendrag innan det når havet efter 284 kilometer. Avrinningsområdet består mestadels av skog (81 procent). Avrinningsområdet har 0,31 kvadratkilometer vattenytor vilket ger det en sjöprocent på 5,9 procent.